# Rauvolfioideae
Rauvolfioideae — подсемейство цветковых растений, входящее в семейство Кутровые (Apocynaceae).

## Синонимы
- Carissoideae Endl., 1838
- Plumerioideae Luerss., 1882
- Tabernaemontanoideae Stapf ex Boiteau & Sastre, 1975

## Описание
В подсемейство включены деревья, кустарники, лианы, немногочисленны травянистые растения. У многих видов белый млечный сок, реже — красноватый или желтоватый. Листья расположены по стеблю очерёдно, супротивно или спиралевидно.
Цветки обычно с колесовидным венчиком, изредка с колокольчатой трубкой. Тычинки короче трубки венчика. Нектарники вокруг основания завязи или отсутствуют.
Плод растрескивающийся или нерастрескивающийся, околоплодник мясистый или сухой. Семена голые или крылатые, гладкие, волосистые, ямчатые или бородавчатые, с гладким эндоспермием.

## Трибы
- Alstonieae G.Don, 1837 — 9 родов, в том числе Alstonia R.Br., 1810 (Альстония)
- Alyxieae G.Don, 1837 — 7 родов, в том числе Alyxia Banks ex R.Br., 1810 (Аликсия)
- Carisseae Dumort., 1829 — 2 рода, в том числе Carissa L., 1767 (Карисса)
- Hunterieae Miers, 1878 — 3 рода, в том числе Hunteria Roxb., 1824
- Melodineae G.Don, 1837 — 8 родов, в том числе Melodinus J.R.Forst. & G.Forst., 1775 (Мелодинус)
- Plumerieae E.Mey., 1838 — 10 родов, в том числе Plumeria L., 1753 (Плюмерия)
- Tabernaemontaneae G.Don, 1837 — 15 родов, в том числе Tabernaemontana L., 1753 (Табернемонтана)
- Vinceae Duby, 1828 — 8 родов, в том числе Vinca L., 1753 (Барвинок) и Rauvolfia L., 1753 (Раувольфия)
- Willughbeieae A.DC., 1844 — 18 родов, в том числе Willughbeia Roxb., 1820 (Виллугбейя)